# 72. sydlige breddekreds
Den 72. sydlige breddekreds (eller 72 grader sydlig bredde) er en breddekreds, der ligger 72 grader syd for ækvator. Den løber gennem Sydlige Ishav og Antarktis.